# Beli potok, Nomenj
Beli potok je hudourniški potok, ki izvira pod vrhom Jašč vrh (1044 m) na južnem pobočju Pokljuke. Zahodno od naselja Nomenj se kot levi pritok izliva v Savo Bohinjko.